# ISO 3166-2:IS
کد ISO 3166-2:IS بخشی از استاندارد ایزو ۳۱۶۶ برای کشور ایسلند است که توسط سازمان بین‌المللی استانداردسازی ISO تنظیم شده‌است این سازمان، کدهای استاندارد را برای تقسیمات کشوری (ایالتها یا استانهای) کشورهای فهرست شده در استاندارد ایزو ۳۱۶۶-۱ تعریف می‌کند.
هر کد شامل دو بخش می‌گردد که توسط علامت - جدا می‌گردند.
- بخش نخست IS که در ایزو ۳۱۶۶-۱ آلفا-۲ کد کشور ایسلند است.
- بخش دوم شامل یک یا دو یا سه حرف است که بیان‌کننده استان یا ایالت کشور ایسلند می‌باشد.

## کدها

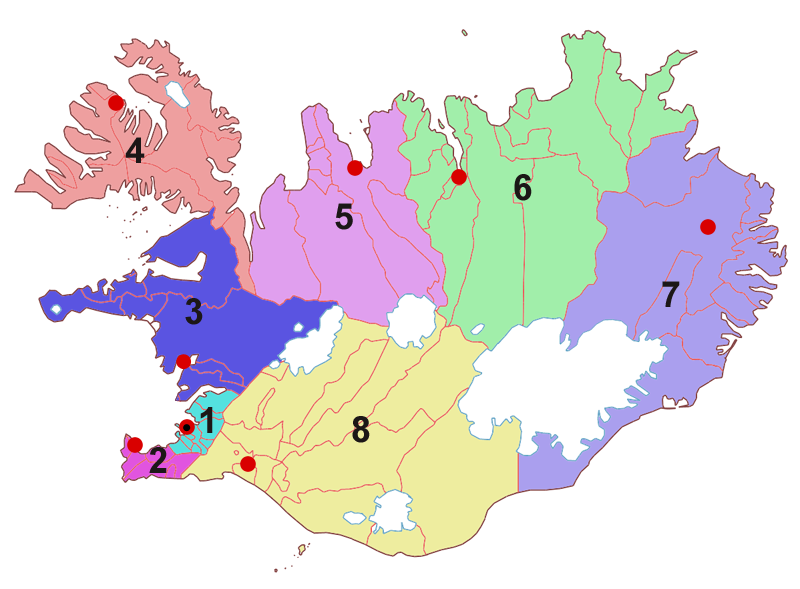
L'Islanda divisa in regioni, ognuna delle quali etichettata col proprio کدها ISO 3166-2. Reykjavík è indicata col punto rosso.

| کدها | استان                  |
| ---- | ---------------------- |
| IS-7 | منطقه شرقی ایسلند      |
| IS-1 | منطقه پایتخت ایسلند    |
| IS-6 | منطقه شمال شرقی ایسلند |
| IS-5 | منطقه شمال غربی ایسلند |
| IS-0 | ریکیاویک               |
| IS-8 | منطقه جنوبی ایسلند     |
| IS-2 | شبه‌جزیره جنوبی ایسلند  |
| IS-4 | وستفیوردز              |
| IS-3 | منطقه غربی ایسلند      |